# Ozola extersaria
Ozola extersaria là một loài bướm đêm trong họ Geometridae.